# Otmar Záhora
Otmar Záhora (29. září 1909 Břeclav –  23. června 1949 Žiar) byl důstojník a příslušník Československé armády v zahraničí v období druhé světové války.

## Život

### Před druhou světovou válkou
Otmar Záhora se narodil 29. září v Břeclavi. V Ostravě vystudoval vyšší průmyslovou školu a 1. října 1929 nastoupil vojenskou prezenční službu k pěšímu pluku 2 v Terezíně, během které absolvoval školu pro důstojníky pěchoty v záloze. Rozhodl se stát vojákem z povolání a v roce 1931 nastoupil ke studiu na Vojenské akademii v Hranicích, které zdárně ukončil v roce 1933. Do roku 1937 sloužil u pěšího pluku 39 v Bratislavě, poté působil jako instruktor zpět na Vojenské akademii v Hranicích. Konec roku 1938 a začátek roku 1939 strávil u pěšího pluku 27 na pozici velitele roty. Dosáhl hodnosti nadporučíka.

### Druhá světová válka
Po německé okupaci v březnu 1939 byl Otmar Záhora během likvidace Československé armády propuštěn do zálohy. Po absolvování potřebného kvalifikačního kurzu začal pracovat na úřadovně hospodářské kontroly v Brně. Dne 15. března 1940 ilegálně opustil Protektorát Čechy a Morava a přes Bratislavu, Budapešť a Bělehrad se dostal do francouzského Agde, kde 27. dubna téhož roku vstoupil do zde vznikající československé zahraniční jednotky. Na pozici velitele roty se zúčastnil ústupových bojů na Marně, Seině a Loiře. Po pádu Francie se evakuoval do Spojeného království. Zde absolvoval řadu zdokonalovacích kurzů a v září 1943 byl odeslán do Sovětského svazu k 1. československé samostatné brigádě. Na pozici zástupce velitele II. praporu se zúčastnil bojů o Kyjev. Dne 1. ledna 1944 byl ustanoven velitelem II. praporu a v březnu téhož roku velitelem I. praporu 2. československé samostatné brigády. Během Karpatsko-dukelské operace zastával funkci zástupce 1. československé samostatné brigády a byl raněn. Po rekonvalescenci byl zařazen k náhradnímu pluku, od prosince 1944 velel škole pro důstojníky pěchoty, spojovacího a ženijního vojska v záloze. Válku ukončil v hodnosti majora.

### Po druhé světové válce
Po skončení války byl Otmar Záhora ustanoven velitelem pěšího praporu 41 v Žilině, na jaře 1946 se zapojil do bojů proti banderovcům. V září nastoupil ke studiu na Vysoké škole válečné v Praze, poté sloužil u 1. oddělení štábu 4. pěší divize v Žilině. Od února 1948 zastával funkci zástupce velitele 2. pěší brigády v Banské Bystrici v době, kdy byl její velitel v kurzu vyšších velitelů. Od března téhož roku působil jako vedoucí profesor taktiky pěchoty na Vysoké škole válečné v Praze, 1. říjnu téhož roku byl ustanoven náčelníkem stolice pěchoty. Dosáhl hodnosti plukovníka. Zemřel 23. června 1949 při autonehodě v Žiaru u Liptovského Mikuláše.

## Vyznamenání
- 1940 a 3x 1944 Československý válečný kříž 1939
- 1940 Croix de guerre
- 1944 Řád vlastenecké války
- 1944 Československá medaile Za chrabrost před nepřítelem
- 1945 Pamětní medaile československé armády v zahraničí
- 1945 Medaile za vítězství nad Německem ve Velké vlastenecké válce 1941–1945
- 1946 Řád za vojenské ctnosti
- 1947 Řád rumunské koruny IV. třídy